# Pseudoluperus longulus
Pseudoluperus longulus är en skalbaggsart som först beskrevs av J. L. Leconte 1857.  Pseudoluperus longulus ingår i släktet Pseudoluperus och familjen bladbaggar. Inga underarter finns listade i Catalogue of Life.